# Mirso
Mirso, detto anche Mele (... – 733 a.C.), è stato il ventiquattresimo re di Lidia, il ventunesimo della dinastia eraclide.
Dopo la morte del padre Aliatte I, nel 745 a.C., gli succedette al trono, regnando fino al 733 a.C. Suo successore fu il figlio Candaule, destinato ad essere l'ultimo sovrano eraclide della Lidia.